# Beaupréau
Beaupréau korábbi község Franciaország Loire mente régiójában, Maine-et-Loire megyében. 2015. január 1-jén kilenc másik korábbi községgel egyesült és Beaupréau-en-Mauges új község része lett.
Lakosainak száma 7449 fő (2018. január 1.). Beaupréau La Chapelle-du-Genêt községgel határos.

## Népesség
A település népességének változása:
| Lakosok száma | 4577 | 4955 | 5428 | 5937 | 6217 | 6717 | 6909 | 23 851 | 7220 | 7449 |
|               | 1962 | 1968 | 1975 | 1990 | 1999 | 2008 | 2013 | 2016   | 2017 | 2018 |